# Panama na Mistrzostwach Świata w Lekkoatletyce 2019
Panama na Mistrzostwach Świata w Lekkoatletyce 2019 – reprezentacja Panamy podczas mistrzostw świata w Doha liczyła dwóch zawodników.

## Skład reprezentacji

### Mężczyźni
| Zawodnik      | Konkurencja   | Eliminacje | Eliminacje | Półfinał | Półfinał | Finał | Finał   | Źródło |
| Zawodnik      | Konkurencja   | Wynik      | Pozycja    | Wynik    | Pozycja  | Wynik | Pozycja | Źródło |
| ------------- | ------------- | ---------- | ---------- | -------- | -------- | ----- | ------- | ------ |
| Alonso Edward | bieg na 200 m | DNS        | DNS        | NQ       | NQ       | NQ    | NQ      | [ 1 ]  |

### Kobiety
| Zawodniczka     | Konkurencja                | Eliminacje | Eliminacje | Półfinał | Półfinał | Finał | Finał   | Źródło      |
| Zawodniczka     | Konkurencja                | Wynik      | Pozycja    | Wynik    | Pozycja  | Wynik | Pozycja | Źródło      |
| --------------- | -------------------------- | ---------- | ---------- | -------- | -------- | ----- | ------- | ----------- |
| Gianna Woodruff | bieg na 400 m przez płotki | 56,07 s    | 23. Q      | 55,61 s  | 19.      | NQ    | NQ      | [ 2 ] [ 3 ] |